# 阿达曼蒂纳
阿达曼蒂纳是巴西圣保罗州的一座城市，面积411.78平方公里，人口34,218人（2004年）。